# بيل أيريش
بيل أيريش (بالإنجليزية: Bill Irish) هو لاعب بولينغ بريطاني، ولد في 1934، وتوفي في 1992.